# Vardan Aigektsi
 (janvier 2023).
Vardan Aygektsi (fin XIIe siècle - 1250 ),  théologien arménien médiéval, scribe, fabuliste, prédicateur, militant.

## Biographie
Vardan Aygektsi a vécu à la fin du XIIe siècle et au début du XIIIe siècle. Né dans le village arménien Maratha de la province de Tluk en Mésopotamie arménienne. Après avoir terminé ses études, il fut ordonné prêtre et engagé dans la prédication. Puis il se réfugie dans le monastère d'Aygek construit dans la vallée appelée Toskh dans les montagnes Noires de l'Arménie Cilicienne, d'où il tire son surnom d'Aygektci. En 1198, il participe au couronnement de Léon II. Mort en 1250.

## Création
Au monastère d'Aygek, auteur des 22 discours, 5 articles moraux, compilé la collection "Racine du Foi". Avec ses enseignements et ses sermons, Vardan Aygektsi a lutté contre la cupidité, le vol, l'arrogance, la cupidité, la gourmandise, l'ivresse et d'autres vices humains, et a prêché l'amour et la solidarité.